# 日本グレートスポット紀行
『日本グレートスポット紀行』（にほんグレートスポットきこう）は、有限会社十影堂エンターテイメントが手掛ける旅バラエティ番組。TOKYO MXで2017年7月から放送され、その後、KBS京都、RKB毎日放送、RSK山陽放送、テレビ埼玉でも放送されている。

## 概要
日本各地にある奇妙な観光地や謎の博物館、さらに、そこにいる通常のモノサシでは測りきれない変わった考え方の人や独特な尊敬すべき人たちを「グレートスポット」と銘打って紹介していく番組。他のテレビ番組ではあまり紹介しないようなディープなスポットを紹介している。
出演者は有名人を起用せず、構成作家や脚本家などが起用されている。また紹介するスポットの館長などが出演している。
番組マスコットプロデューサー「上だけダンディ」の命令で各スポットを巡っているという設定。
2020年11月からはSeason2が全8回で放送。
2021年1月現在ではSeason1、2合わせて21回の放送回がある。

### 番組の流れ
番組の前半は旅のVTRで、後半では、旅のVTRを受けての出演者による振り返りトークがある。なおオープニングトークは、ロケ撮影後に収録されている。

## 出演者
【Season1】
黒木公彦
日本各地の変わった場所を独自に巡り、構成作家・脚本家として活躍している。番組では主に進行役として出演している。
中村至誠
原口あきまさの元相方で、元芸人として芸能界に多数のコネを持ち、業界内の楽屋トーク王としての異名を持つ。
J.K.Goodman
劇団東京ミルクホールの看板俳優。ケネディー電気の回では体を張ったレポートをしている。
【Season2】
黒木公彦
高桑翔汰
お笑いトリオ「地球人ズ」のツッコミ担当。また、お笑いコンビ「タイムボム」としても活動。

## スタッフ
Season1
| 役職                                 | 氏名                                 |
| ------------------------------------ | ------------------------------------ |
| ナレーター                           | サリー坂本（ゼロ・カンパニー）       |
| 構成                                 | 黒木公彦（十影堂エンターテイメント） |
| カメラ・音声                         | 松浦翔（十影堂エンターテイメント）   |
| 番組ロゴ・キャラクター作成           | 沼田光太郎                           |
| ディレクター・カメラ・音声・編集・CG | 渡邊和哉                             |
| チーフプロデューサー                 | 大江智宏（十影堂エンターテイメント） |
| プロデューサー                       | 松浦翔（十影堂エンターテイメント）   |
| 制作指揮                             | 黒木公彦（十影堂エンターテイメント） |

Season2
| 役職                       | 氏名                                 |
| -------------------------- | ------------------------------------ |
| ナレーター                 | 坂本匡在（ゼロ・カンパニー）         |
| 構成                       | 黒木公彦（十影堂エンターテイメント） |
| 番組ロゴ・キャラクター作成 | 沼田光太郎                           |
| オープニングCG             | KDStudio                             |
| ディレクター・カメラ       | 渡邊和哉                             |
| ディレクター               | 松浦翔（十影堂エンターテイメント）   |
| 編集                       | 高橋信博（十影堂エンターテイメント） |
| アシスタントプロデューサー | 松尾よしたか                         |
| プロデューサー             | 松浦翔（十影堂エンターテイメント）   |
| 制作統括                   | 黒木公彦（十影堂エンターテイメント） |

## 紹介スポット
【Season1】
- 「まぼろし博覧会」…静岡県にあるセーラー服姿の謎の紳士が案内するキモかわいい博物館。
- 「魚重食堂」…グロテスクな見た目の魚がズラリと並ぶ深海魚料理店。
- 「伊豆極楽苑」…地獄を巡ることができるレアなスポット。
- 「竜ヶ岩洞」…静岡県にある神秘的な鍾乳洞。
- 「リチャード・ドヤ」…一風変わった実演販売を行う発明家。
- 「笑刻ギャラリーくすくす」…世にも奇妙なダジャレ彫刻がズラリと並ぶ衝撃スポット。
- 「宇宙村」…都内にある隕石などの宇宙グッズが多数あるパワーみなぎる不思議空間。
- 「下田城」…現在は休館中だが、かつては宇宙のテーマパークとして人気を誇っていた場所。
- 「ケネディー電気」…茨城県にある広大な敷地にロケットや見たことも無い装置や設備がズラリと並ぶグレート感満点のスポット。
- 「はにわの西浦」…幾多のはにわが出迎えてくれる不思議なお店。
- 「ガマ洞窟・ガマランド」…茨城県にあるまるでお化け屋敷のような洞窟と昭和レトロな遊具が並ぶノスタルジックな施設。
- 「ジャパンスネークセンター」…世界中の変わったヘビを見ることができ、さらにヘビを食べられる食堂も併設しているスポット。
- 「プラムの国」…群馬県にあるプラム農園かと思いきや、世にも恐ろしいオブジェが所狭しと立ち並ぶ恐怖の洞窟がある変わったスポット。
- 「奥利根民俗集古館」…群馬県みなかみ町藤原地区の農機具や民具、古文書や伝統工芸品が数千点並ぶ郷土資料館。
- 「鉄剣タロー」…埼玉県行田市にあるオートレストラン。変わった自動販売機がずらりと並ぶスポット。
- 「ふれあい下水道館」…日本では珍しい、実際の下水道管の中を見学できるというスポット。
- 「パワーブレンドTANAKA」…一見普通のたこ焼き屋さんだが、店主・田中さんの力で超神秘的な体験ができるというスポット。
- 「mr.kanso」…通常では手に入らないようなレアな缶詰を200種類以上取り扱っている、缶詰バー。

【Season2】
- 「三浦鏝絵美術館」…ルーブル美術館にも展示されたことのある漆喰アートの聖地。
- 「清影山如意輪寺」…通称カエル寺！？カエルグッズに囲まれた異色のお寺。
- 「天領日田洋酒博物館」…約3万点ものウイスキーコレクションに囲まれたお酒好きにはたまらない大人のテーマパーク。
- 「つるかめ便利屋」…隙間なく鶴と亀に囲まれた衝撃度100パーセントの異様な外観が特徴のスポット。
- 「不思議博物館」…不思議なオブジェが並ぶ庭園や、超巨大○○が鎮座する本館、病院をイメージした喫茶店などがあるスポット。
- 「成田山久留米分院」…超巨大観音様が目印のお寺。地獄巡りが楽しめるスポット。
- 「阿蘇カラクリ研究所」…九州一の発明王が展開するオーダーメイド専門店。珍発明や仰天発明品など様々な発明品がみられるスポット。
- 「別府ラクテンチ」…大分県別府市にあるアミューズメントパーク。昭和から続く老舗遊園地。
- 「やまくにかかしワールド」…稲刈り後にかかしたちが登場するというかかしスポット。

## テーマソング
【Season1】
- FEELFLIP「Pierrot」 （2017年7月19日リリース『Recording Now!!!』収録曲）

【Season2】
- REALHEART'S「ヨゴレ」 （2016年11月9日リリース『the first』収録曲）※Season2（#1～6）
- KIMI「ブリキのおもちゃ」※Season2（#7～8）

## ネット局
| 放送対象地域 | 放送局      | 系列       | 放送開始時期             | 放送曜日および放送時間                | 備考                                                                               |
| ------------ | ----------- | ---------- | ------------------------ | ------------------------------------- | ---------------------------------------------------------------------------------- |
| 東京都       | TOKYO MX    | 独立放送局 | 2017年7月 - 2020年11月 - | 土曜 22:00 - 22:30 日曜 22:00 - 22:30 | 【Season1】#1～13を放送。再放送含め複数回放送されている。 【Season2】#1～8を放送。 |
| 岡山県       | RSK山陽放送 | 独立放送局 | 2019年3月 -              | 木曜 23:00 - 23:30                    |                                                                                    |
| 埼玉県       | テレビ埼玉  | 独立放送局 | 2022年4月 -              | 日曜 24:00 - 24:30                    | 【Season1】#1～13を放送。再放送含め複数回放送されている。 【Season2】#1～8を放送。 |
| 福岡県       | RKB毎日放送 | JNN        | 2019年7月 -              | 月曜 25:25 - 25:55                    | 【Season1】#1～13を放送。                                                          |

## DVD
| Vol. | 発売日     | 収録されたスポット | ASINコード      |
| ---- | ---------- | --- | --------------- |
| 1    | 2018年4月  | 「まぼろし博覧会」 「魚重食堂」 「伊豆極楽苑」 「竜ヶ岩洞」 「リチャード・ドヤ」 「笑刻ギャラリーくすくす」 「宇宙村」 「下田城」 「ケネディー電気」 「はにわの西浦」                                             | ASIN B075DY7WN5 |
| 2    | 2018年4月  | 「ジャパンスネークセンター」 「プラムの国」 「奥利根民俗集古館」 「鉄剣タロー」 | ASIN B075F2TTBD |
| 3    | 2018年11月 | 「ケネディー電気」 「ふれあい下水道館」 「パワーブレンドTANAKA」 「ジャパンスネークセンター」 「プラムの国」 「伊豆極楽苑」 「笑刻ギャラリーくすくす」 「奥利根民俗集古館」 「mr.kanso」 「ガマ洞窟・ガマランド」 | ASIN B07G97WLL5 |

| Vol.            | 発売日     | 収録されたスポット | ASINコード      |
| --------------- | ---------- | --- | --------------- |
| season2 九州編1 | 2021年12月 | 「三浦鏝絵美術館」 「清影山如意輪寺」 「長田鉱泉場ふれあい館」 「天領日田洋酒博物館」 「つるかめ便利屋」 「不思議博物館 本館」 「不思議博物館 分室 サナトリウム」 「ホラーバー サクリファイス」 | ASIN B09FS2TJ45 |
| season2 九州編2 | 2021年12月 | 「成田山久留米分院」 「阿蘇カラクリ研究所」 「別府ラクテンチ」 「やまくにかかしワールド」 | ASIN B09FRP8776 |